# Mike Damus
Michael Paul Damus (Queens, Nova Iorque, 30 de setembro de 1979) é um ator dos Estados Unidos.
Em sua carreira artística, o personagem mais conhecido interpretado por Damus é Marty DePolo, da série Teen Angel (no Brasil, Um Anjo Muito Doido). A maior parte de seus trabalhos como ator foi em seriados de televisão, entre elas Men, Women & Dogs (onde interpretou Royce) e Trust Me (no papel de Tom Fuller).
Participou de apenas 4 filmes, com destaque para Lost in Yonkers (no Brasil, Proibido Amar), onde interpretou Arty, que é deixado, juntamente com seu irmão Jay (Brad Stoll), aos cuidados de sua avó.

## Filmografia
- Lost in Yonkers (1993)
- A Pig's Tale (1995)
- Shotgun Wedding (2013)
- Beach Pillows (2014)